# Arturo Ponsati
Arturo Ponsati (San Miguel de Tucumán, 4 de agosto de 1937 - 18 de abril de 1998) fue un abogado, político, legislador, magistrado, docente universitario y ensayista argentino. Fue líder del Partido Demócrata Cristiano.

## Biografía
Arturo Ponsati nació en San Miguel de Tucumán el 4 de agosto de 1937. Hijo único de Angélica Ortiz Zavalía y Arturo Ponsati Córdoba, Estudió derecho en la Universidad Nacional de Tucumán (UNT).Sin embargo el partido pronto caería en una crisis interna debido a su bajo desempeño electoral el las elecciones de 1952 dónde solo obtuvo 302 votos a nivel nacional por otro lado Sueldo y Shawn se opusieron al sector representado por Carranza y Ausa quienes buscaban convertir al partido en una escribanía de la UCR al decir de Shawn. En 1953 tras la participación de Carranza y su primo Roque en el atentado al aubte de Buenos Aires hubo un atentado con explosivos en la Plaza de Mayo, Buenos Aires, que se cobró la vida de varias personas e hirió a muchas más Ponsatti pidió la expulsión de Carranza del partido lo que acrecentó la crisis internas del mismo.

### Actuación política
De joven militó de la Acción Católica Argentina.

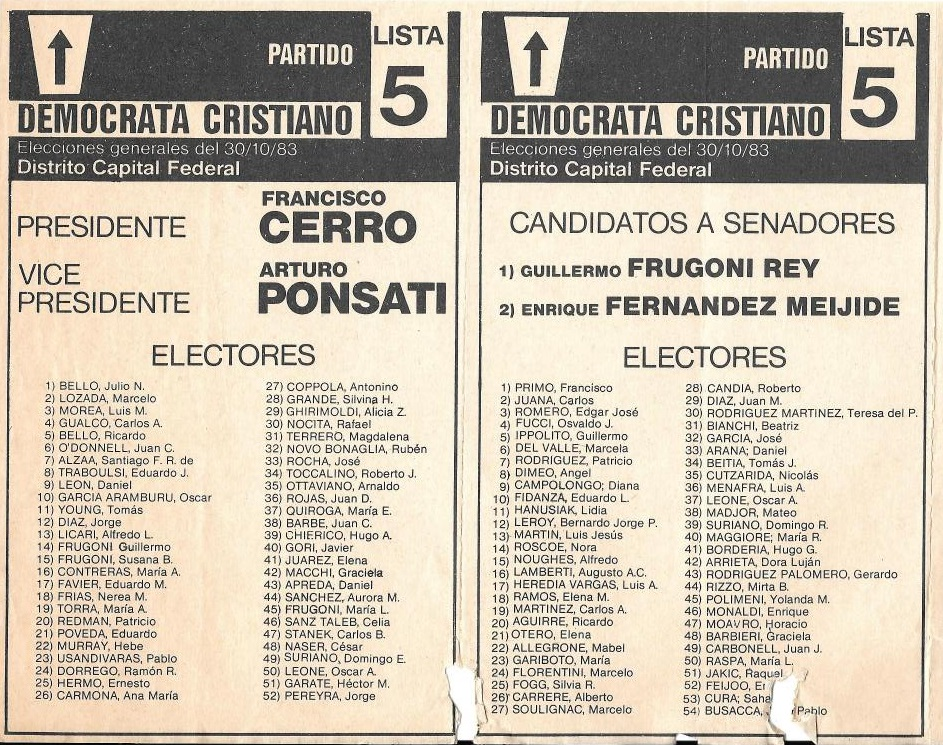
Boleta electoral de las Elecciones presidenciales de Argentina de 1983 con la fórmula Cerro-Ponsati

En julio de 1954, participó de la fundación del Partido Demócrata Cristiano en la Argentina  en la casa de Juan T. Lewis de Rosario  junto con Juan T. Lewis, Manuel Vicente Ordóñez, Horacio Sueldo, Horacio Peña, Guido Di Tella, Rodolfo Martínez, Leopoldo Pérez Gaudio, Ignacio Vélez Funes, Ambrosio Romero Carranza Alieto Guadagni, Arturo Bas Figueroa, Antonio Cafferata, Manuel Río, Mario Pedro Seijo, Néstor Tomás Auza, Juan José Torres Bas y José Antonio Allende.
Desde fines de los años 50 a comienzos de los 60, Arturo Ponsati participó en las luchas políticas de fines del segundo peronismo (1955); más tarde, durante la presidencia de Arturo Frondizi, participó de la lucha en torno a la educación “Laica o libre” (1959) sus compañeros de generación fundaron la Liga Humanista.
De 1989 a 1991 fue elegido diputado en la Cámara de Legisladores de Tucumán; año en que fue nombrado Secretario de Estado de Educación de la misma provincia, cargo que continuaría en 1995 durante el mandato de Antonio Domingo Bussi.
Cinco veces presidente del Partido Demócrata Cristiano de la provincia de Tucumán, y en tres ocasiones fue presidente del Partido Demócrata Cristiano a nivel nacional.
Fue Coordinador General de la Alianza Popular Revolucionaria (Oscar Alende - Horacio Sueldo), en las elecciones presidenciales argentinas de 1973.
Fue candidato democristiano a Vicepresidente de la República Argentina en 1983 acompañando a Francisco Eduardo Cerro (exsenador nacional de la DC por la Provincia de Santiago del Estero, aliado del juarismo), candidato a gobernador por la Democracia Cristiana para la provincia de Tucumán en 1987.

## Libros de Arturo Ponsati
o Lecciones de Política, Ed. El Graduado, Tucumán. 1993
o Jacques Maritain: Tercer Proyecto, IFEDEC, Caracas, 1987
o Maritain: La confrontación, IFEDEC, Caracas, 1987
o Argentina, Perón y Después –Escrito bajo el seudónimo de Tomás Córdoba;  CIDAL, Córdoba, 1975
o Entre la crisis y la revolución, Ed. Los Andes, Bs. As., 1975